# Mesochorus pumilionis
Mesochorus pumilionis là một loài tò vò trong họ Ichneumonidae.